# Harold A. und Ingeborg L. Hartog Stiftung
Die Hartog Stiftung ist eine am 11. November 2005 von dem Unternehmer und Mäzen Harold A. Hartog ins Leben gerufene gemeinnützige Stiftung. Im September 2006 wurde der Name auf Wunsch des Stifters in „Harold A. und Ingeborg L. Hartog Stiftung“ im Gedenken an seine verstorbene Frau Ingeborg L. Hartog geändert. Die rechtsfähige Stiftung bürgerlichen Rechts hat ihren Sitz in Hamburg.
Jahrzehntelang haben sich Harold und Ingeborg Hartog nicht nur im Bereich von Kunst und Kultur engagiert, sondern auch auf dem weiten Feld sozialer Aufgaben. Anteilnahme am Schicksal älterer und benachteiligter Menschen, die Linderung von Not und vielfältige Unterstützung waren ihnen eine Herzensangelegenheit. Zeitlebens wurden zahlreiche Projekte mit regelmäßigen Spenden unterstützt. In ihrem Testament verfügte Ingeborg L. Hartog bereits eine namhafte Unterstützung sozialer Einrichtungen. Zu gleichen Teilen wurden die SOS Kinderdorf e. V. in München, das Deutsche Komitee für UNICEF e. V. in Köln, das Diakonische Werk der Evangelischen Kirche in Deutschland e. V. in Stuttgart sowie die Deutsche Diabetes-Stiftung in München bedacht.
Harold A. Hartog rief die Stiftung ins Leben, um auch über den Tod hinaus den Erhalt des Vermögens zu sichern und so weiter gemeinnützige Institutionen zu unterstützen. Als Kosmopolit mit Wohnsitz in Hamburg lagen ihm internationale Projekte ebenso am Herzen wie solche „rund um den Kirchturm“.
Der Zweck der Stiftung ist die finanzielle Förderung der Jugend- und Altenhilfe, der Entwicklungshilfe, der Völkerverständigung, die Förderung der Zwecke der amtlich anerkannten Verbände der Wohlfahrtspflege sowie die Förderung mildtätiger und kirchlicher Zwecke.
Der Stiftungszweck wird verwirklicht durch die mittelbare Bereitstellung von Sach- und Geldmitteln i.S. des § 58 Nr. 1 AO insbesondere an:
- Deutsches Komitee für UNICEF e. V.
- Diakonisches Werk der Evangelischen Kirche in Deutschland e. V.
- Deutscher Caritasverband e. V.

Einziges Organ der Stiftung ist der Vorstand.